# DTコミュニケーションズ

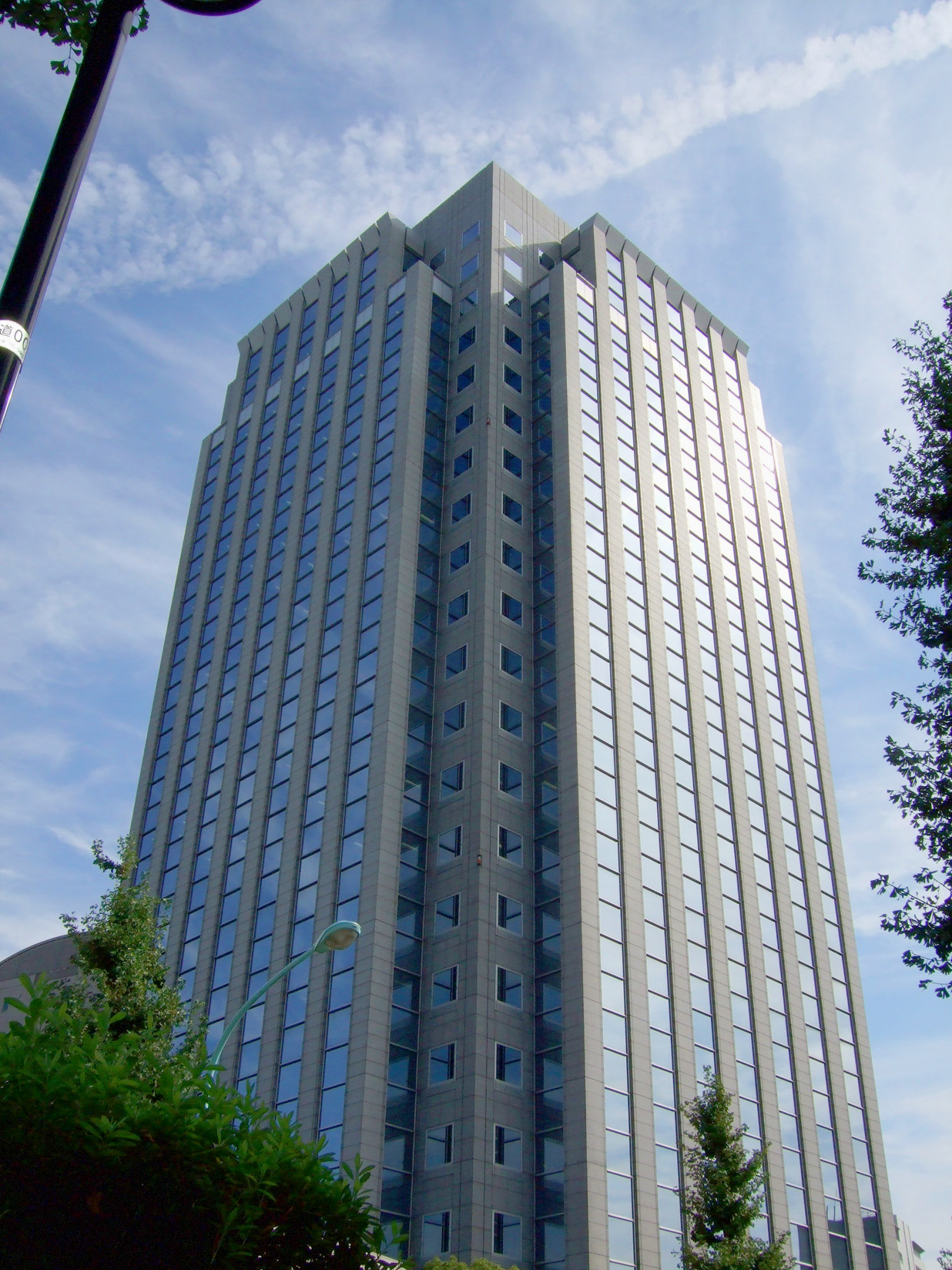
本社が所在していた恵比寿プライムスクエアタワー。

DTコミュニケーションズ株式会社（英文表記：DT COMMUNICATIONS Co., Ltd.）は、2000年に設立された日本の電気通信事業者で、中継電話事業（マイライン）が主力業務であった。トライアイズ（旧ドリームテクノロジーズ、ヘラクレス上場企業）の子会社である。旧社名は、「平成電電コミュニケーションズ株式会社」。

## 概要
- 2006年6月に全事業を日本テレコム（現・ソフトバンク）に譲渡したため、それ以後は事業を行っていなかった。将来的な事業の復活を見込んで、法人格を残していたが、2008年（平成20年）12月31日付で解散している。
- 中継回線（中継電話）提供会社。事業者番号は平成電電を引き継いだ0083だった。また固定電話から携帯電話へ、携帯電話から固定電話へ発信する中継電話（それぞれ「固携電電」・「モバイル電電」）用として0084も使用していた。

## 沿革
- 2000年（平成12年）1月31日 - 株式会社ライキット・エージェンシーとして設立。当初の目的は広告業。
- 2001年（平成13年）
  - 3月5日 - 電気通信事業に業態変更。株式会社トライネットテレコムに商号変更。
  - 7月9日 - 平成電電株式会社（初代）に商号変更。
- 2002年（平成14年）1月25日 - トライネットワークインターナショナル株式会社（翌月、平成電電株式会社（2代）に商号変更）に事業譲渡。同時に平成電力株式会社に商号変更し、休眠状態となる。
- 2005年（平成17年）
  - 4月30日 - 平成電電コミュニケーションズ株式会社に商号変更。
  - 7月29日 - 平成電電株式会社から中継電話サービス事業を承継。同時に株式交換によりドリームテクノロジーズ株式会社の完全子会社となる。
- 2006年（平成18年）
  - 3月23日 - マイライン事業の日本テレコム株式会社（後のソフトバンクテレコム、現・ソフトバンク）への営業譲渡の基本合意を発表。
  - 6月16日 - マイライン事業・中継電話事業を日本テレコム株式会社に営業譲渡（平成電電の事業譲渡と同日）。再び休眠会社となる。
  - 8月17日 - 商号をDTコミュニケーションズ株式会社に変更。
- 2008年（平成20年）12月31日 - 会社解散。
- 2009年（平成21年）3月31日 - 清算完了。

このように、9年あまりの間に5回も商号変更している上、存続期間の半分以上が休眠状態という異常な状態であった。

## 関連会社
- 平成電電株式会社
- 株式会社トライアイズ